# ویراستاری انتشار
ویراستاری انتشار (انگلیسی: copy editing) فرایند مرور و تصحیح متن‌های نوشته شده برای بالابردن دقت و صحت، هماهنگی با هدف و اطمینان از اینکه بدون خطا، از قلم افتادگی، مغایرت و تکرار است. در محتوای چاپ شدهٔ نشریه، ویرایش کپی قبل از تایپ کردن و مجدداً بعد از غلط گیری یعنی آخرین مرحلهٔ ویرایش انجام می‌شود.
در ایالات متحده و کانادا، یک ویراستار که این کار را انجام می‌دهد ویراستار کپی نامیده می‌شود. بالاترین رتبهٔ ویراستار کپی یا ویراستار ناظر گروهی از ویراستاران کپی به عنوان سر ویراستار یا ویراستار اخبار شناخته می‌شود.
در انتشار کتاب در انگلستان و دیگر قسمت‌های جهان که از واژگان انگلیسی استفاده می‌کنند، واژهٔ ویراستار کپی استفاده می‌شود اما در انتشار مجله و روزنامه به او ویراستار فرعی گویند. ویراستار فرعی ارشد یک نشریه معمولاً سر ویراستار نامیده می‌شود. همان‌طور که از کلمهٔ فرعی برمی‌آید، ویراستارهای کپی حق کمتری نسبت به ویراستارهای تعیین شده دارند.
در محتوای اینترنت، کپی آنلاین یعنی محتوای متنی صفحات وب. همانند چاپ، ویرایش کپی آنلاین فرایند اصلاح پیش‌نویس صفحات وب و کار کردن روی آن برای آماده به انتشار کردن آن است.
ویراستاری انتشار سه سطح دارد: سبک، متوسط و سنگین. بسته به بودجه و برنامهٔ نشریه، ناشر به ویراستار کپی می‌گوید که چه سطحی از ویرایش را به کار گیرد. سطحی از ویرایش که انتخاب می‌شود، به ویراستار کپی در اولویت بندی کارهایش کمک می‌کند. در ویرایش کپی، ویرایش مکانیکی و ویرایش اصلی هم وجود دارد. ویرایش مکانیکی فرایند ایجاد متن یا نوشته است که روش‌های ویرایشی را دنبال می‌کند. نقش این نوع ویرایش حفظ سبک پیشنهاد شدهٔ نشریه در همهٔ محتوا است و هم‌زمان از استفاده از قوانین گرامری به شکل صحیح هم اطمینان حاصل می‌کند. ویرایش مکانیکی به ویرایش املای کلمات، نشانه گذاری، استفادهٔ صحیح از نمادهای گرامری اشاره دارد و در این بین جدول‌ها، نمودارها، پانوشت‌ها و زیرنویس‌ها هم کنترل می‌شوند.
ویرایش محتوا یا ویرایش ذاتی، ویرایش متن شامل ساختار و سازمان آن است.در این نوع ویرایش، تناقض‌های داخلی و اختلافات کنترل خواهند شد. ویرایش محتوا در مقایسه با ویرایش مکانیکی نیاز به ویرایش سنگین یا دوباره نوشتن متن دارد.